# 弗氏盐
弗氏盐是一种无机化合物，化学式 (K4[ON(SO3)2]2)，有时写作 (K2[NO(SO3)2])。它是一种亮黄棕色固体，但水溶液是亮紫色的。 相关的钠盐亚硝基二磺酸钠（简称NDS，化学式 Na2ON(SO3)2，CAS号 29554-37-8）也被称为弗氏盐。

## 应用
弗氏盐作为一种长寿命的自由基，是电子自旋共振 (EPR) 的标准。其强烈的EPR谱线由三条等强度的线主导，间距约为 13 G（1.3 mT）。
弗氏盐可用于某些氧化反应，例如某些苯胺或苯酚的氧化。它也允许肽和基于肽的水凝胶的聚合和交联。
它还可以用作研究中过氧自由基的模型，以研究各种天然产品中抗氧化作用的机制。

## 制备
弗氏盐可以由羟胺二磺酸开始制备而成。氧化它的共轭碱可以得到紫色的双阴离子：
HON(SO3H)2  →   [HON(SO3)2]2−  +  2 H+
2 [HON(SO3)2]2−  +  PbO2   →     2 [ON(SO3)2]2−  +  PbO  +  H2O
羟胺二磺酸盐则是由亚硝酸盐和亚硫酸氢盐反应而成的。氧化反应通常是在低温下进行的，可以通过化学方法或电解达成。
其它制备方法：
HNO2 + 2 HSO−
3 → HON(SO
3)2−
2 + H2O
3 HON(SO
3)2−
2 + MnO−
4 + H+  →  3 ON(SO
3)2−
2 + MnO2 + 2 H2O
2 ON(SO
3)2−
2 + 4 K+ → K4[ON(SO3)2]2

## 历史
弗氏盐是在1845年由埃德蒙·弗雷米 (1814–1894)发现的。

## 扩展阅读
- Morey J. . J. Chem. Educ. 1988, 65 (7): 627–629. Bibcode:1988JChEd..65..627M. doi:10.1021/ed065p627.